# Kampanja za zatiranje protirevolucionarjev
Kampanja za zatiranje protirevolucionarjev (kitajsko: 镇压反革命; pinjin: zhènyā fǎngémìng; dob.: 'zatiranje protirevolucionarjev' ali skrajšano kot kitajsko: 鎮反; pinjin: zhènfǎn) je bila prva politična kampanja Ljudske republike Kitajske, namenjena izkoreninjenju opozicije, zlasti nekdanjih funkcionarjev Kuomintanga (KMT), obtoženih poskusa spodkopavanja nove komunistične vlade. Začela se je marca 1950, ko je Centralni komite Komunistične partije Kitajske izdal direktivo o eliminaciji banditov in vzpostavitvi novega revolucionarnega reda (kitajsko: 關於嚴厲鎮壓反革命分子活動的指示), in se končala leta 1953.
Kampanja je bila izvedena kot odziv na upore, ki so bili pogosti v prvih letih Ljudske republike Kitajske. Osebe, ki so bile med kampanjo napadene, so bile nato označene za "protirevolucionarje" in javno obsojene na množičnih sodnih procesih. Precejšnje število "protirevolucionarjev" je bilo aretiranih in usmrčenih, še več pa jih je bilo obsojenih na "delovno reformo" (kitajsko: 勞動改造; pinjin: láodòng gǎizào). Po uradnih statističnih podatkih Komunistične partije Kitajske (KPK) in kitajske vlade iz leta 1954 je bilo v kampanji aretiranih vsaj 2,6 milijona ljudi, približno 1,3 milijona ljudi je bilo zaprtih, 712.000 pa usmrčenih. Nekateri znanstveniki in raziskovalci se strinjajo s številom usmrtitev, drugi pa so podali svoje lastne ocene, ki se gibljejo od 500.000 do 1 ali 2 milijona. Kitajski voditelj Mao Cetung je priznal, da so bile storjene napake in da so bili ubiti tudi nedolžni ljudje.

## Ozadje
Profesor Yang Kuisong je opozoril na močan odpor proti komunistični vladi v zgodnjih dneh Ljudske republike Kitajske, večinoma s strani ostankov KMT. Po poročanju kitajskih državnih medijev so ostanki KMT po zmagi KPK v kitajski državljanski vojni nadaljevali z zbiranjem obveščevalnih podatkov, izvajanjem sabotaž, uničevanjem prometnih povezav, ropanjem zalog in spodbujanjem oboroženega upora preko razbojnikov in tajnih agentov.
Po podatkih kitajskih zgodovinarjev je bilo med januarjem in oktobrom 1950 po vsej državi več kot 800 protirevolucionarnih nemirov in da je bilo zaradi tega ubitih več kot 40.000 političnih aktivistov in množic kadrov. Vlada je trdila, da so samo v provinci Guangxi protirevolucionarji požgali in uničili več kot 25.000 zgradb in ukradli več kot 200.000 glav goveda.
Marca 1950 je Centralni komite KPK izdal "Protirevolucionarne dejavnosti in navodila za represijo". Od decembra 1950 je potekalo obsežno zatiranje protirevolucionarnega gibanja. Uradni fokus kampanje so bili razbojniki (kot je Guan Fei), pa tudi protirevolucionarne podtalne skupine.

## Začetna kampanja
Marca 1950 je Liu Shaoqi, ki je bil takrat odgovoren za Centralni komite, izdal "Direktivo o odstranitvi razbojnikov in vzpostavitvi revolucionarnega novega reda", v kateri je oddelku za javno varnost (公安局) naročil, naj napiše seznam vseh članov KMT-ja in poudaril, da je treba vse, ki nasprotujejo vladavini komunizma, močno zatreti in kaznovati. Posledično so bili številni nekdanji člani KMT prisiljeni, da se registrirajo in identificirajo, posledično pa so jim obljubili prizanesljivost. 
Številni vladni uradniki pa so to pobudo kritizirali kot preveč popustljivo in zahtevali ostrejše ukrepe. Zlasti Peng Zhen je trdil, da so agenti KMT izkoristili to politiko za izvedbo nadaljnjih napadov. »Potem ko smo popravili težnjo po brezobzirnem pretepanju in ubijanju, je naša popustljiva politika marsikje skrenila k drugi napaki brezmejne popustljivosti, popustljivosti do te mere, da nas je demoralizirala in opogumila razbojnike in sovražne agente ... ki je okrepila sovražnikovo moč, aroganco in odtujil ljudi."
Yang je opozoril, da se Mao sprva ni odzval na pozive k strožjemu kaznovanju, vendar se je njegov odnos spremenil po izbruhu korejske vojne. 10. oktobra 1950 je kitajski diktator Mao Cetung izdal novo "Direktivo o zatiranju protirevolucionarnih dejavnosti", znano tudi kot "Direktiva dvojnih deset", s katero je začel obsežno zatiranje protirevolucionarjev in osebno nadziral operacije. Zapisal je, da je bil cilj kampanje »izbrisati vse razbojnike, posebne agente, lokalne tirane in druge kontrarevolucionarne elemente, ki povzročajo škodo ljudem.«
Yang je opozoril, da sta časovni potek korejske vojne in kampanje zemljiške reforme zagotovila kratko priložnost za uspešen začetek kampanje, pod pogojem, da je bila izvedena previdno. Maova odločitev, da začne kampanjo, je bila poudarjena v pogovoru z Luom Ruiqingom, takratnim ministrom za javno varnost: "Ne smemo zamuditi te priložnosti. Verjetno je to naša edina operacija za zatiranje protirevolucionarjev. To se v prihodnosti ne bo ponovilo in zato je to zlata priložnost. To prednost je treba v celoti izkoristiti. Namen ni le ubiti več protirevolucionarjev. Še pomembneje je, da je ta kampanja namenjena množični mobilizaciji.«
Yang je opozoril tudi na razlago Liu Shaoqija o tem, zakaj je vojna v Koreji olajšala zatiranje protirevolucionarjev: »Ko začnejo gong in bobna upiranja Združenim državam in pomoči Koreji oglušujoče zazveneti, bodo gong in bobni zemljiške reforme in zatiranja protirevolucionarji postanejo komaj slišni, slednje pa postane veliko lažje izvajati. Brez glasnih gongov in bobnov upiranja Združenim državam in pomoči Koreji bi tisti iz zemljiške reforme (in zhenfan) povzročali neznosen hrup. Tukaj je lastnik zemljišča ubit in tam je drugi premagan; povsod bi bil hrup. Stvari bi potem postale težke." Yang je trdil, da se je kampanja za zatiranje protirevolucionarjev začela vzporedno s kitajskim vstopom v korejsko vojno kot sredstvo za vzpostavitev svoje politične oblasti med kitajskim prebivalstvom s spodbujanjem patriotizma in zatiranjem opozicijskih elementov.
Direktiva Double-ten je poudarjala "izobraževalne" učinke kampanje, primere usmrtitev pa so objavljali časopisi, da bi obveščali množice. Vendar pa je Liu Shaoqi po izvedbi kampanje postal zaskrbljen, da bi lahko kampanja postala preveč pretirana. Izjavil je: »Če naj bi se vsaka usmrtitev pojavila v časopisih, bi bilo preveč novic o usmrtitvah. Bojim se, da bi prišlo do stranskih učinkov, kot da bi nekdo začel sumiti, da preveč ubijamo, kar bi zledalo, da je treba kampanjo moderirati, da se prepreči ustvarjanje negativne podobe KPK."
Yang je opozoril, da se je Mao sprva strinjal z Liujevimi predlogi in kritiziral "netaktne" in "nediskriminatorne" čistke v različnih provincah, ki so ustvarile "pretirano nervozno vzdušje". Nadalje je Mao trdil, da "če njihovi kadri nimajo jasne predstave o tem in se tega dosledno držijo, bodo ustvarjene priložnosti za protirevolucionarje, demokratične osebe bodo postale nezadovoljne in ljudje jih ne bodo podprli. Potem bi lahko njihova partija zapadla v težko situacijo." Posledično so številne province skladno s tem prenehale z usmrtitvami.

## Nadaljnjo izvajanje kampanje
Vendar pa je do januarja 1951, medtem ko so Kitajci zmagali v velikih bitkah v korejski vojni in je javna podpora doma začela naraščati, Mao postal nezadovoljen z napredkom kampanje. Trdil je, da baza moči nekdanjih veleposestnikov in uradnikov KMT ni bila zlomljena zaradi prizanesljivosti in da so nadaljnje usmrtitve nujen korak. Mao je izjavil: "Če bomo neodločni in strpni do tega zla, bomo ... odtujili ljudi", in predlagal, da se nadaljnje usmrtitve izvajajo na območjih z veliko koncentracijo razbojnikov". 21. januarja 1951 je Mao članom partije v Šanghaju poslal telegram: »V velikem mestu, kot je Šanghaj, bo v tem letu verjetno potrebnih od tisoč do dva tisoč usmrtitev, da se reši problem. Spomladi bo od tristo do petsto usmrtitev potrebnih za zatiranje sovražnikove arogance in krepitev morale ljudi. V Nankingu bi moral Vzhodnokitajski urad usmerjati partijski občinski odbor ... in si do spomladi prizadevati za usmrtitev od enega do dvesto najpomembnejših reakcionarjev." Dan pozneje, 22. januarja 1951, je Mao komunistom v Guangdongu rekel: »Odlično je, da ste jih pobili že več kot 3.700. Pobiti jih morate še tri do štiri tisoč ... cilj za letošnje usmrtitve je lahko osem oz. devet tisoč."
Yang je opozoril, da je Mao uvedel pravilnik za usmrtitve v skladu z lokalnim prebivalstvom. Mao je trdil, da so trdi protirevolucionarji predstavljali manj kot 1 odstotek prebivalstva v vseh regijah in je zato Mao ukazal, da naj usmrtijo vsaj 0,1 odstotka prebivalstva, da bi se znebili najhujših protirevolucionarnih elementov, hkrati pa se izognili ubijanju nedolžnih. Vendar pa v resnici številne province niso imele dovolj protirevolucionarjev, da bi izpolnile kvoto, in niso imele zmogljivosti za izvajanje množičnih aretacij. Posledično je bilo veliko ljudi nepremišljeno aretiranih na podlagi predpostavk, o mnogih primerih pa je bilo odločeno brez temeljite preiskave. 
21. februarja 1951 so bili izdani »Predpisi Ljudske republike Kitajske o kaznovanju protirevolucionarjev«, ki so določali različne »kontrarevolucionarne« zločine, vključno s »sodelovanjem z imperializmom«, »podkupovanjem vladnih uradnikov«, »sodelovanjem v oboroženih uporih", "sodelovanjem pri vohunjenju ali samem vohunjenju" in "plenjenjem in sabotažo". Glede na resnost kaznivega dejanja so bile izrečene smrtne kazni ali dosmrtni zapor. Kasneje so bile dodane obtožbe "lokalnih tiranov" in "zgodovinskih protirevolucionarjev", ki so povzročili "krvne dolgove".
Vendar so bile obtožbe znane po svoji nejasnosti in pomanjkanju konkretnih meril, veliko ljudi pa je bilo usmrčenih zgolj zaradi obtožb ali povezanosti z nekdanjo vlado KMT. Žrtve kampanje niso bile samo nekdanji uradniki KMT, ampak tudi posestniki in najemodajalci, kritiki Maovega zločinskega režima ter mestni poslovneži in trgovci.
Kljub temu so do marca 1951 številna velika mesta izvedla kampanjo na pozive Maa, je Mao trdil, da dokler bo kampanja usmerjena na zaničevane družbene osebnosti, bo množično prebivalstvo spodbudilo k podpori kampanje. Čeprav se je sprva želel izogniti povabilu ljudi izven partije, so bile Maove napovedi pravilne. Veliko sojenj obtoženim protirevolucionarjem je imelo množično udeležbo, veliko oglaševanja po radiu, veliko povabljenih civilistov pa je sodelovalo na sojenjih. Jung Chang je opozoril, da je bilo samo v Pekingu približno 30.000 shodov, ki se jih je udeležilo več kot 3 milijone ljudi in na enem od takšnih shodov so streljali na več kot 200 ljudi, kateri so tudi umrli, njihova kri pa je poškropila mimoidoče. Vozili so tovornjaki, ki so prevažali krvava trupla po ulicah.
Do konca leta 1951 so kampanjo za zatiranje protirevolucionarjev za kratek čas nadomestile kampanje treh proti/petih proti, vendar so se nadaljevale do avgusta 1952. 

## Posledice
Kampanja za zatiranje protirevolucionarjev je bila prva večja politična kampanja kitajske komunistične partije, ki je bila uspešna pri izkoreninjenju skupin podtalnih sil (KMT). Posledično so se različne kampanje umorov in sabotaž po celinski Kitajski, ki so nekoč predstavljale veliko grožnjo oblastem KPK, sponzorirane od KMT, močno zmanjšale. Yang je opozoril, da so zatiranja uspešno uničila oddelke KMT, da ponovno zavzamejo celinsko Kitajsko, pa tudi dosegli cilj množične mobilizacije s spodbujanjem ljudske podpore politiki stranke. 
Kampanja je izpostavila Maovo prepričanje o razrednem boju skozi revolucionarni razred. Politična represija in množične usmrtitve, ki so sledile, so utrle pot tudi za kasnejšo vrst kampanj proti razrednim sovražnikom, kot sta protidesničarsko gibanje in kulturna revolucija, ki sta povzročili neuspeh in več tragedij. Zlasti je to vodilo tudi do izvajanja kvot v nadaljnjih kampanjah KPK, ki so bile dodeljene lokalnim uradnikom kot sredstvo za označevanje rezultatov takih kampanj. Yang je trdil, da so se takšni ukrepi kasneje izkazali za slabe in so vodili v katastrofo.
Yang je opozoril tudi na veliko število napačno obsojenih primerov, ki jih je pripisal nejasnostim predpisov, poskusom lokalnih uradnikov, da bi ugodili nadrejenim, pomanjkanju kazenskega pregona v lokalni upravi, osebnim pritožbam in neracionalnim množicam. Leta 1953 je tiskovna agencija Xinhua raziskala trditve in ugotovila, da so bili v različnih provincah številni obtoženi protirevolucionarji lažno označeni zaradi lokalnih sporov, številni lokalni uradniki pa so kampanjo uporabili, da bi se znebili političnih tekmecev. Poleg tega je bilo tarča veliko število nekdanjega osebja KMT. Kljub zagotovilom KPK med kitajsko državljansko vojno, da bo predaja vojakom KMT odpuščena zaradi njihovih preteklih povezav, so bili mnogi od njih vseeno tarča lokalnih uradnikov, da bi izpolnili kvote. Po kasnejših preiskavah so približno 150.000 nekdanjim uslužbencem KMT po vsej državi odstranili naziv "protirevolucionarji". 
Kitajski diktator Mao Cetung je priznal, da so bile med kampanjo storjene napake in da so bili ubiti tudi nedolžni ljudje. Navedel je, da so bili nekateri ljudje "neupravičeno ubiti", vendar je vztrajal, da v kampanji ni bilo storjenih nobenih napak in izjavil: "Pravzaprav ni bilo storjenih nobenih napak. To skupino ljudi smo morali pobiti... če ne bi bili pobiti, ljudje ne bi mogli dvigniti glave". Valentino je trdil, da je bila največja skrb KPK med kampanjo spodbuditi lokalne kadre, naj se "ne bojijo usmrtitve ljudi le zato, da bi se bali pomotoma usmrtiti ljudi" in kaznovati tiste, ki so bili preveč popustljivi in izvajajo "mirno zemljiško reformo".

### Število žrtev
Število smrtnih žrtev se razlikuje glede na skupno število smrti zaradi kampanje. Yang Kuisong je trdil, da je bilo po uradnih ocenah usmrčenih 712.000 ljudi, dejansko število pa je verjetno veliko višje, medtem, ko Li Changyu ocenjuje število smrtnih žrtev med kampanjo na 2 milijona. Nasprotno Roderick MacFarquhar ocenjuje, da je med kampanjo umrlo 500.000–800.000 ljudi, medtem ko Xuezhi Guo sprejema uradno oceno 712.000 smrtnih žrtev. Večina ubitih je bilo nekdanjih uradnikov KMT-ja, poslovnežev, nekdanjih zaposlenih v zahodnih podjetjih in intelektualcev, katerih lojalnost je bila sumljiva. Če se vključuje poboje podeželskih posestnikov, do katerih je prišlo med zemljiško reformo, ki je prekrivala protirevolucionarno kampanjo, se ocene umrlih v kampanji gibljejo od 2 milijona do 5 milijonov usmrtitev v letih 1949–1953, skupaj z 1,5 milijona ljudi, do 6 milijonov, ki so bili poslani v koncentracijska taborišča za prisilno delo, kjer so mnogi umrli. Philip Short je ugotovil, da takšne ocene izključujejo na stotine tisoče ljudi, ki so bili med kampanjami treh proti pet, ki so se prav tako zgodile približno ob istem času.
Veliko število smrtnih žrtev ni ostalo neopaženo s strani lokalnih uradnikov. Yang Kuisong je opozoril, da so do maja 1951 številne province pozvale k ustavitvi množičnih usmrtitev, vendar se je število množičnih pobojev dejansko povečalo zaradi sprejemanja kampanje zatiranja kot sredstva za poravnavo lokalnih pritožb. Mao je prav tako postal zaskrbljen nad pretiranimi usmrtitvami in je predlagal, da se usmrtitve zmanjšajo na 0,05 odstotka, z omejitvijo 0,1 odstotka, medtem ko se lahko ostali obtožene namesto tega obsodijo na dosmrtno ječo ali prisilno delo. Mao je izjavil: "Če damo usmrtiti takšne ljudi, množice tega ne bodo zlahka razumele, niti javne osebnosti ne bodo imele naklonjenosti; poleg tega bi bili prikrajšani za veliko delovne sile in to ne bi koristilo pri zatiranju sovražnika."
Po besedah Jean-Louisa Margolina je strogost uradnega zaporniškega sistema dosegla raven brez primere in stopnja umrljivosti do leta 1952 je bila "gotovo večja" od 5 odstotkov na leto in je v šestih mesecih v Guangxiju dosegla 50 odstotkov. V Shanxi je v enem rudniku umrlo več kot 300 ljudi na dan. Mučenje je bilo vsakdanje in zatiranje uporov, ki jih je bilo precej, je povzročilo "prave poboje." En kitajski duhovnik je umrl po več kot 100-urnem zasliševanju. Od 20.000 zapornikov, ki so delali na naftnih poljih v Yanchangu, so jih komunisti več kot tisoč usmrstili. 
Do maja 1951 je Centralni komite KPK izdal direktivo, v kateri je pozval k prenehanju izvajanja pobojev, s čimer je oblast aretacije in usmrtitve vrnila centralni vladi. Poleg tega je pojasnila postopke obravnave obtoženih protirevolucionarjev, pa tudi omejitev izvrševanja smrtne kazni na tiste, ki imajo 'krvne dolgove' ali tiste, ki so 'storili hude zločine'. Drugim, ki so prejeli smrtno kazen, bi kazen zamenjali z dvema letoma fizičnega dela, pri čemer bi ocenili njihovo uspešnost, da bi ugotovili, ali je kazen še vedno potrebna. Čeprav so se množične aretacije in usmrtitve v nekaterih regijah kljub direktivi umirile, so se še vedno nadaljevale, čeprav v veliko večji tajnosti.

### Gibanje Sufan
Nadaljnja kampanja čistk, znana kot gibanje Sufan (肃反), je bila izvedena med letoma 1955 in 1957, da bi usmrtili člane partije, intelektualce, vladne birokrate in vojaško osebje, ki naj bi bili nezaželeni režimu. Med gibanjem je bilo okoli 214.000 ljudi aretiranih in približno 53.000 usmrčenih.